# Umgebungsprogramm
Umgebungsprogramm ist die Bezeichnung für eine Software, die eine Umgebung für einen Software-Agenten bereitstellt.

## Gründe für Umgebungsprogramme
Meist entstehen Agentensysteme zuerst am Computer, bevor sie auf realen Architekturen (z. B. Robotern) eingesetzt werden. In dieser Entwicklungsphase dienen Umgebungsprogramme den Entwicklern als Testumgebung für den Agenten. 
Vorteile der Programme sind die gute Überwachbarkeit und die leichte Manipulier- sowie Variierbarkeit der Umgebung. 

## Eigenschaften von Umgebungen
Man unterscheidet fünf Umgebungseigenschaften:

### Zugänglich ↔ unzugänglich
Eine Umgebung ist zugänglich genau dann, wenn der Agent durch seine Sensoren ein vollständiges Bild seiner Umgebung erhält. (Sensoren melden alle Aspekte der Welt die für die Aktionsfindung nötig bzw. hilfreich sind.)

### Deterministisch ↔ indeterministisch
Eine Umgebung ist deterministisch genau dann, wenn der Folgezustand der Umgebung nur vom aktuellen Zustand und der Aktion des Agenten abhängt.

### Episodisch ↔ nicht episodisch
Eine Umgebung ist episodisch genau dann, wenn sich alle Wahrnehmungen des Agenten in Episoden einteilen lassen. (Die Aktionen sind nur von den Wahrnehmungen der aktuellen Episode abhängig.)

### Statisch ↔ dynamisch
Eine Umgebung ist dynamisch genau dann, wenn sie sich während der Aktionsfindung verändern kann.
Sonderfall semidynamisch: Die Umgebung ist an sich statisch. Allerdings muss der Agent unter Zeitdruck entscheiden, hat also nicht die Möglichkeit, in jedem Fall alle Aspekte der Umgebung auszuwerten.

### Diskret ↔ kontinuierlich
Eine Umgebung ist diskret, wenn es eine klar unterscheidbare und wohldefinierte Anzahl von Wahrnehmungen und Aktionen gibt.